# جندی لین
جندی لین (انگلیسی: Jandi Lin؛ متولد ۱۹ مارس ۱۹۸۵) بازیگر پورنوگرافی اهل ایالات متحده آمریکا است. 